# Acanthinodera cumingii
Acanthinodera cumingii (em castelhano:  Madre de la Culebra, literalmente "mãe da serpente") é um besouro de chifre longo da família Cerambycidae e subfamília Prioninae. Ele é a única espécie do gênero Acanthinodera, e é uma das maiores espécies de besouro no Chile. O besouro é endêmico à central do Chile e pode ser encontrado a partir da IV Região de Coquimbo até a IX Região de La Araucanía.

## Gama
A espécie é endêmica ao Chile, e pode ser encontrada desde o sul da Região de Coquimbo até a Província de Malleco , na Região de Araucanía. Ela pode ser encontrada desde o nível do mar até as colinas Precordillera.

## Conservação
Em seu habitat nativo no Chile, o besouro é vulnerável à destruição de habitat por conta de desmatamento e construções. Devido ao seu grande tamanho, ele também é vulnerável a ser apanhado e morto por pessoas, exacerbando o risco da extinção.

## Descrição

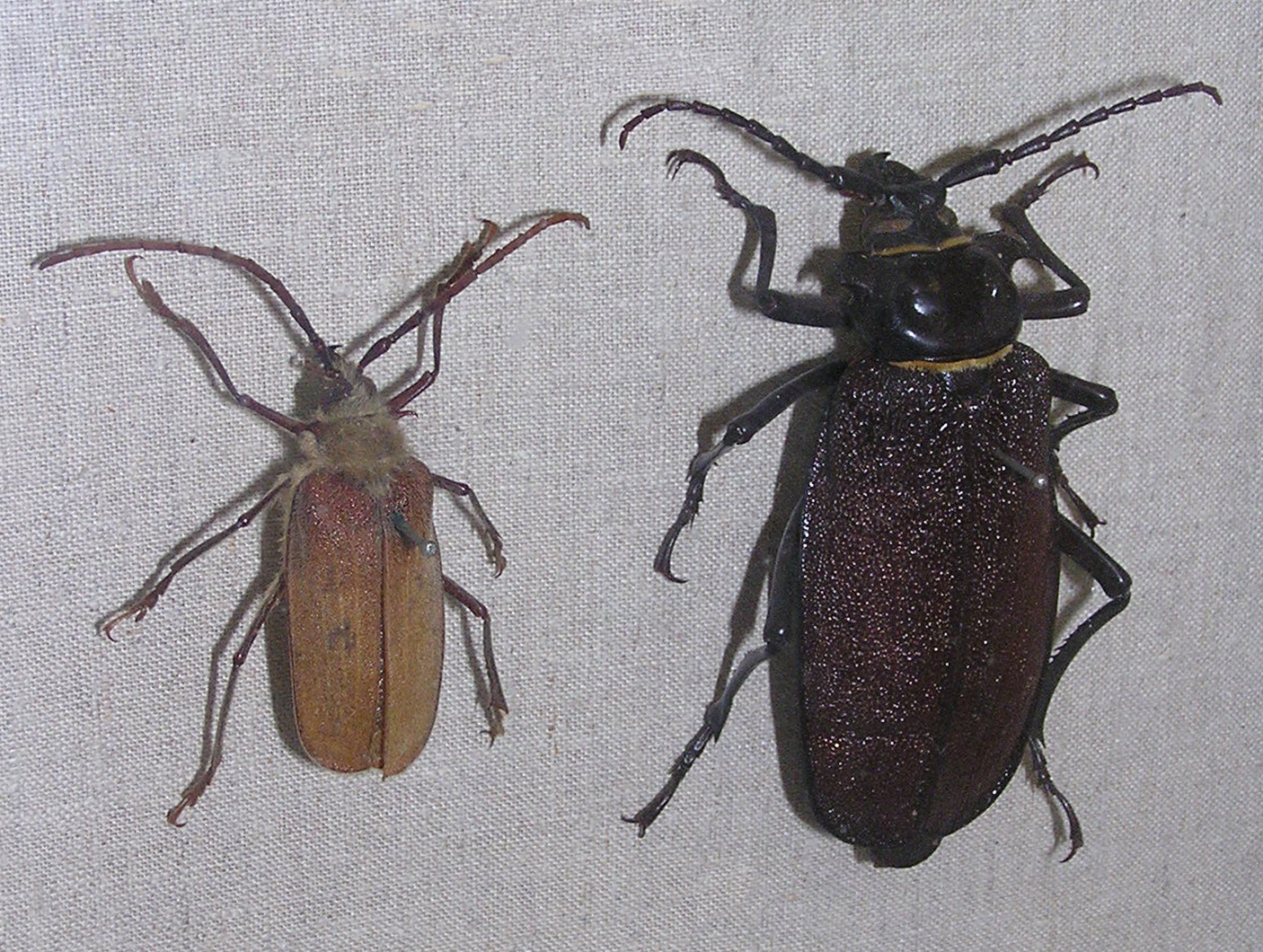
O macho (esquerda) é menor e mais claro que a fêmea.

A espécie tem um acentuado dimorfismo sexual, que levou naturalistas a originalmente classificarem o macho e a fêmea como espécies distintas . O macho mede de 5 a 6 cm, é castanho claro e evidentemente difere da fêmea. A fêmea é preta e mede em média entre 8 e 9 cm, apesar de existirem amostras com mais de 12 cm de comprimento. O macho é noturno e pode voar, enquanto a fêmea é diurna e não voa.

## Ciclo de vida
O ciclo de vida do A. cumingii não foi alvo de muito estudo. As fêmeas colocam mais de 100 ovos brancos semelhantes a grãos de arroz em troncos secos de árvores e nas vegetações em decomposição. O tempo que um ovo demora para chegar à idade adulta pode durar seis anos, dependendo da umidade e disponibilidade de alimentos. A larva pode alcançar tamanhos tão grandes quanto 13 cm de comprimento. Por esta razão, o nome comum do besouro em espanhol é "a mãe da serpente".
O besouro desempenha um importante papel ecossistêmico na decomposição de madeira morta. A fase larval foi encontrada vivendo em cerca de 30 espécies de árvores, nativas e invasoras. Isso inclui o Eucalipto , que é uma árvore invasora no Chile.
Os insetos são ocasionalmente predados por mamíferos carnívoros, como as raposas. No entanto, a forte mandíbula deste besouro, usada para o consumo de madeira, pode fornecer uma defesa.

## Sinônimos
- Acanthinodera cumigii Jeniš,
- Acanthinodera cumingi Bleuzen,
- Acanthinodera cumingii Elgueta & Cerda,
- Acanthinodera cummingi Barriga & al., 1993
- Acanthinodera cummingii Arias, 2000
- Amallopodes scabrosus Blanchard, 1851
- Ancistrotus cumingi Angulo & Weigart, 1974
- Ancistrotus cummingi Cekalovic, 1967
- Malloderes microcephalus Berge, 1844
- Malloderus microcephalus Drapiez, 1841
- Prionus cumingii Esperança, 1833
- Prionus mercurius Berge, 1844.[1]